# Colline fortifiée de Prusi
La colline fortifiée de Prusi (finnois : Prusin linnasmäki) est une colline fortifiée dans le quartier de Räntämäki a Turku en Finlande,.

## Présentation
Linnasmäki est situé dans la zone rocheuse entre Räntämäki et Oriketo, traversée par la route régionale 222. 
Linnasmäki est a 200 mètres au nord de l'institut chrétien de Turku. 
À l'ouest de Linnasmäki se trouve la rivière Vähäjoki.
Le sommet de la colline s'élève à près de 30 mètres au-dessus des champs environnants. 
Sur ses versants est et ouest on peut voir, par endroits, des vestiges des structures en forme de rempart construites en pierres et des murs effondrés. 
Dans le coin sud-est, il y a une ouverture de deux mètres dans le rempart, qui est considérée comme une porte d'accès à la forteresse.
Les remparts enserrent un espace  d'environ 2 000 m2.
La pente du côté nord de la colline est raide et rocheuse et il n'y a pas de remparts. Hjalmar Appelgren a réalisé un dessin cartographique de l'ancienne forteresse lors de son voyage d'inspection en 1899, dans  lequel la forme de la colline et des remparts est clairement visible. 
Une partie de la zone est clôturée par les forces armées finlandaises,..

## Galerie

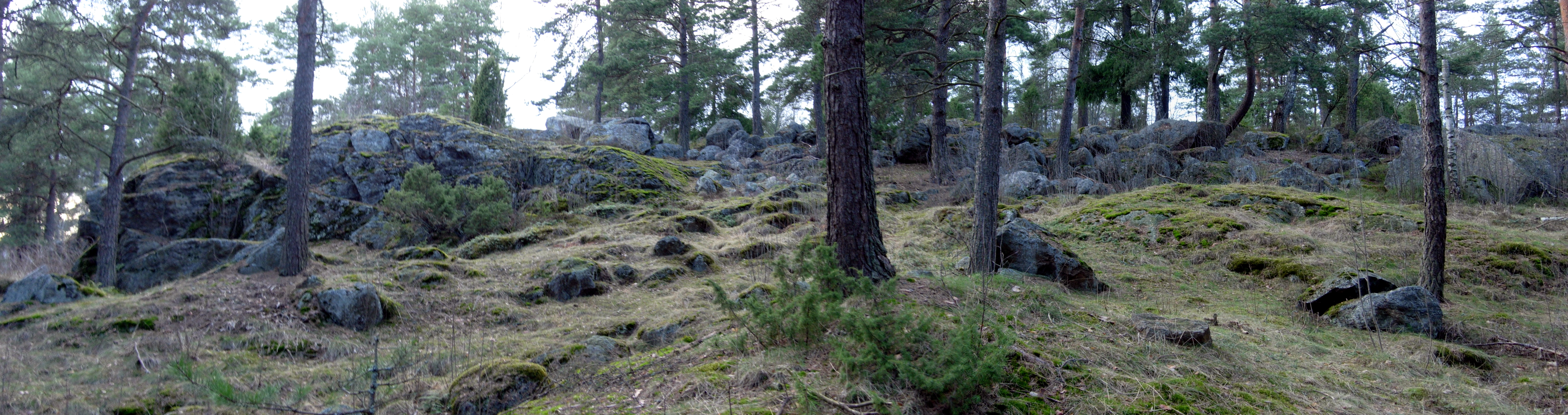
Versant sud.

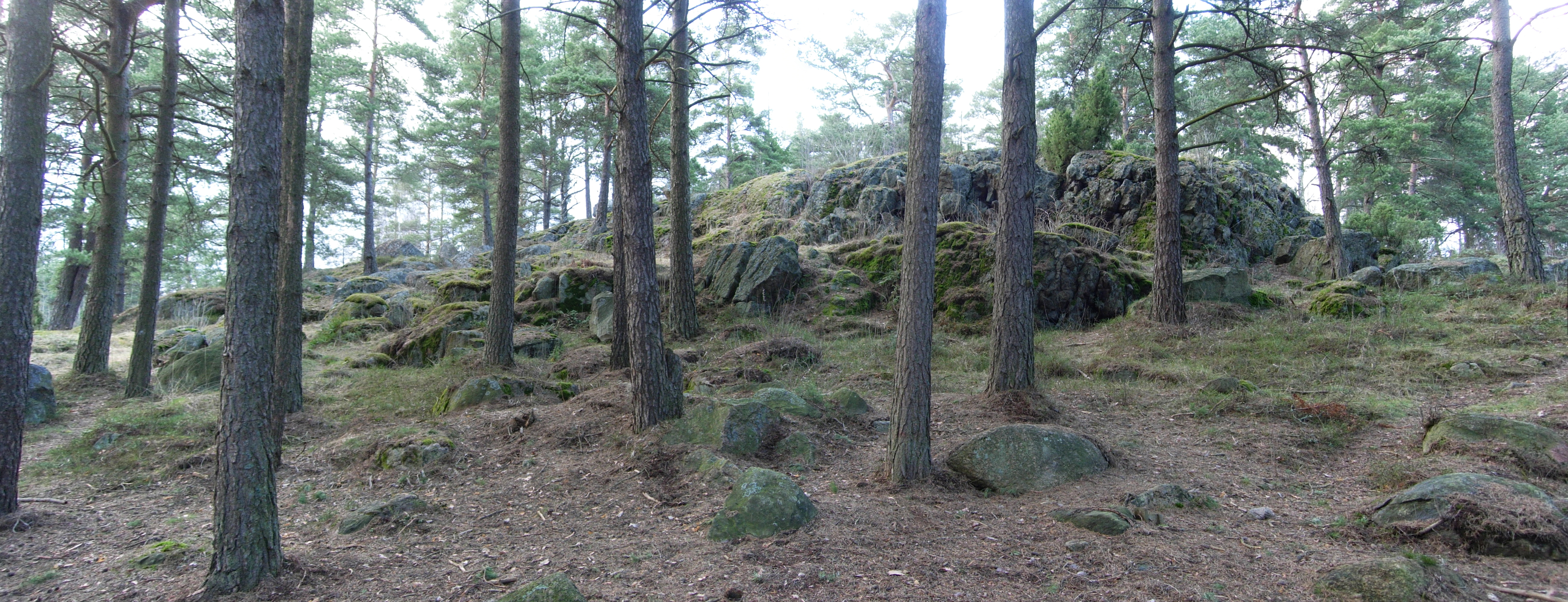
Versant ouest.